# Contrôleur de gestion
Le contrôleur de gestion est un métier qui a pour but d'aider les décideurs des organisations à atteindre et/ou à remettre en cause leurs objectifs. Le contrôleur assure ainsi le lien entre les dirigeants et les différents services de l'entreprise,
Le contrôleur de gestion a suivi en général une formation de type Master Contrôle de gestion en université. Il peut avoir plusieurs fonctions spécifiques, financière, commerciale, globale pour ne citer qu'elles.

## Enjeux
Il a pour mission :
- d'établir ou faire établir des indicateurs permettant de vérifier que l'entreprise fonctionne conformément aux objectifs (indicateurs financiers, comme le chiffre d'affaires ou le niveau des stocks, mais aussi indicateurs non financiers, tels le nombre d'heures de production) ;
- d'établir des objectifs mesurables, quantifiables (un budget en est un exemple) ;
- d'établir des prédictions des résultats ;
- d'élaborer un budget ;
- de rédiger des rapports ;
- de garantir une forme de fiabilité de l'entreprise ;
- de mesurer les résultats réels obtenus et de préparer de futures solutions ;
- d'assurer la transmission des informations entre les différentes parties ;
- de signaler les écarts par rapport aux objectifs définis ;
- de tenter d'analyser leurs causes réelles ;

de proposer des actions correctrices qui permettent d'atteindre ces objectifs ou de réduire ces écarts.

## Caractéristiques du métier
Le contrôleur de gestion va demander aux différents responsables de s'engager sur un plan correctif des indicateurs dérivant ou n’étant plus en adéquation avec la situation, il va enregistrer ces plans mais n'aura qu'un pouvoir de proposition et non de décision. En d'autres termes, il exploite des données chiffrées afin de proposer des solutions concrètes
Les services qui utilisent ces personnes sont typiquement les services comptables et financiers, ou les directions générales, et également certains cabinets d'audit/conseil. Par ailleurs, dans les grandes entreprises, la fonction est également décentralisée. Les contrôleurs travaillent alors en étroite collaboration avec les responsables opérationnels : responsables commerciaux, responsables d'usines, d'ateliers, directeurs. Plus récemment, le métier se développe dans la fonction publique dans un but d'optimisation des dépenses afin d’effectuer de significatives économies. Ainsi, les réformes des hôpitaux visent à une meilleure optimisation des ressources financières grâce à l'instauration de différentes méthodes qui s'inspirent du contrôle de gestion et mobilisent des contrôleurs. Les collectivités territoriales (conseils généraux, communes, conseils régionaux, agglomérations), les universités, les académies de l'éducation nationale font également de plus en plus appel à des contrôleurs de gestion notamment pour la mise en œuvre de la loi organique relative aux lois de finance (LOLF).
Cependant, le contrôleur de gestion ne reste pas dans son bureau en permanence, il va sur le terrain voir si les choses se passent comme prévu et visite par exemple les points de vente.
Il peut atteindre jusqu’à 6 000 € (salaire médian à 4 125 €).

## Formations
Pour devenir contrôleur de gestion, le niveau bac + 5 est nécessaire. 
Différents diplômes permettent d'accéder au métier de contrôleur de gestion : 
- Un master en contrôle de gestion et audit organisationnel (CGAO), comptabilité-contrôle-audit, finance, stratégie d'entreprise, ou encore gestion financière, souvent obtenu en école supérieure de commerce (ESC) ;
- Un diplôme de comptabilité et gestion (DCG) ;
- Un diplôme supérieur de comptabilité et gestion (DSCG) ;
- Un diplôme d'institut d'études politiques avec une spécialisation en économie et finance ;
- Un diplôme d'ingénieur avec une spécialisation en finance.